# Stilobezzia subflava
Stilobezzia subflava är en tvåvingeart som beskrevs av Gupta och Wirth 1968. Stilobezzia subflava ingår i släktet Stilobezzia och familjen svidknott. Inga underarter finns listade i Catalogue of Life.